# 切割刺激因子
切割刺激因子（英語：Cleavage stimulatory factor，簡稱CstF或CStF）是異源三聚體蛋白，由CSTF1（55 kDa）、CSTF2（64 kDa）和CSTF3（77 kDa）蛋白組成，總計約200 kDa。它參與了從新合成而尚未成熟的mRNA前體分子的3'端信號區域的切割。CstF通過切割和聚腺苷酸特異性因子（CPSF）募集，並在3'端組裝成蛋白質複合物，從而促進功能性聚腺嘌呤尾巴(poly-A tail)的合成，從而導致成熟的mRNA分子準備從細胞核輸出至進行轉譯的胞質溶膠中。
細胞中CstF的量取決於細胞週期的階段，在小鼠的纖維母細胞和人類脾臟中的B細胞從G0期過渡到S期的過程中，CstF的含量顯著增加。

## 基因
- CSTF1, CSTF2或CSTF2T, CSTF3

## 延伸閱讀
- Lodish H, Berk A, Matsudaira P, Kaiser CA, Krieger M, Scott MP, Zipursky SL, Darnell J. (2004). Molecular Cell Biology. WH Freeman: New York, NY. 5th ed.

## 外部連結
- 醫學主題詞表（MeSH）：Cleavage+stimulation+factor